# Ludwik Wilhelm Badeński
Ludwik Wilhelm (margrabia Baden-Baden) (ur. 8 kwietnia 1655, zm. 4 stycznia 1707) – wódz cesarski, margrabia badeński (Baden-Baden) w latach 1677–1707.

## Życiorys
Ludwik Wilhelm był synem księcia Ferdynanda Maksymiliana Badeńskiego (23 sierpnia 1625 – 4 listopada 1669) oraz księżnej Ludwiki Franciszki Savoie-Carignano (1 sierpnia 1627 – 7 lipca 1689), córki Tomasza Franciszka, księcia Carignano, i Marii Burbon-Soissons. Jego ojciec był starszym synem margrabiego badeńskiego Wilhelma, dziadka Ludwika Wilhelma (ojciec umarł przed dziadkiem).
Ludwik zwany był Türkenlouis lub tarczą cesarstwa. Turcy zwali go czerwonym królem z powodu jego czerwonej kurtki mundurowej, powodującej, że wyróżniał się na polu bitwy. Był obrońcą Europy przed Turkami, tak jak jego jeszcze słynniejszy bliski krewny, książę Eugeniusz Sabaudzki.
Ludwik przez całe życie był wodzem w służbie Cesarstwa. W latach 1674–1677 walczył przeciwko Francuzom pod rozkazami Montecuccolego. Walczył pod Wiedniem i pod Parkanami. W 1685 został feldmarszałkiem-lejtnantem. W 1689 został głównym dowódcą cesarskiej armii na Węgrzech, gdzie odniósł znakomite zwycięstwo nad armią Imperium Osmańskiego pod Slankamenem w 1691. Wkrótce po tym wysłany został nad Ren, gdzie dowodził armią cesarską walczącą w wojnie palatynackiej. Później prowadził cesarską armię w hiszpańskiej wojnie sukcesyjnej, w której w sierpniu 1702 zdobył Landau in der Pfalz, lecz wkrótce został zmuszony do odwrotu za Ren. Zaraz po tym pobity został pod Friedlingen przez armię francuską de Villarsa. Po tej klęsce zrzekł się dowództwa. Kilka miesięcy później umarł w swoim niedokończonym pałacu w Rastatt. Oprócz praktyki, zajmował się także teorią wojenną. Jest autorem pracy: Verhandlungen vor, während und nach der Schlacht.

## Potomstwo

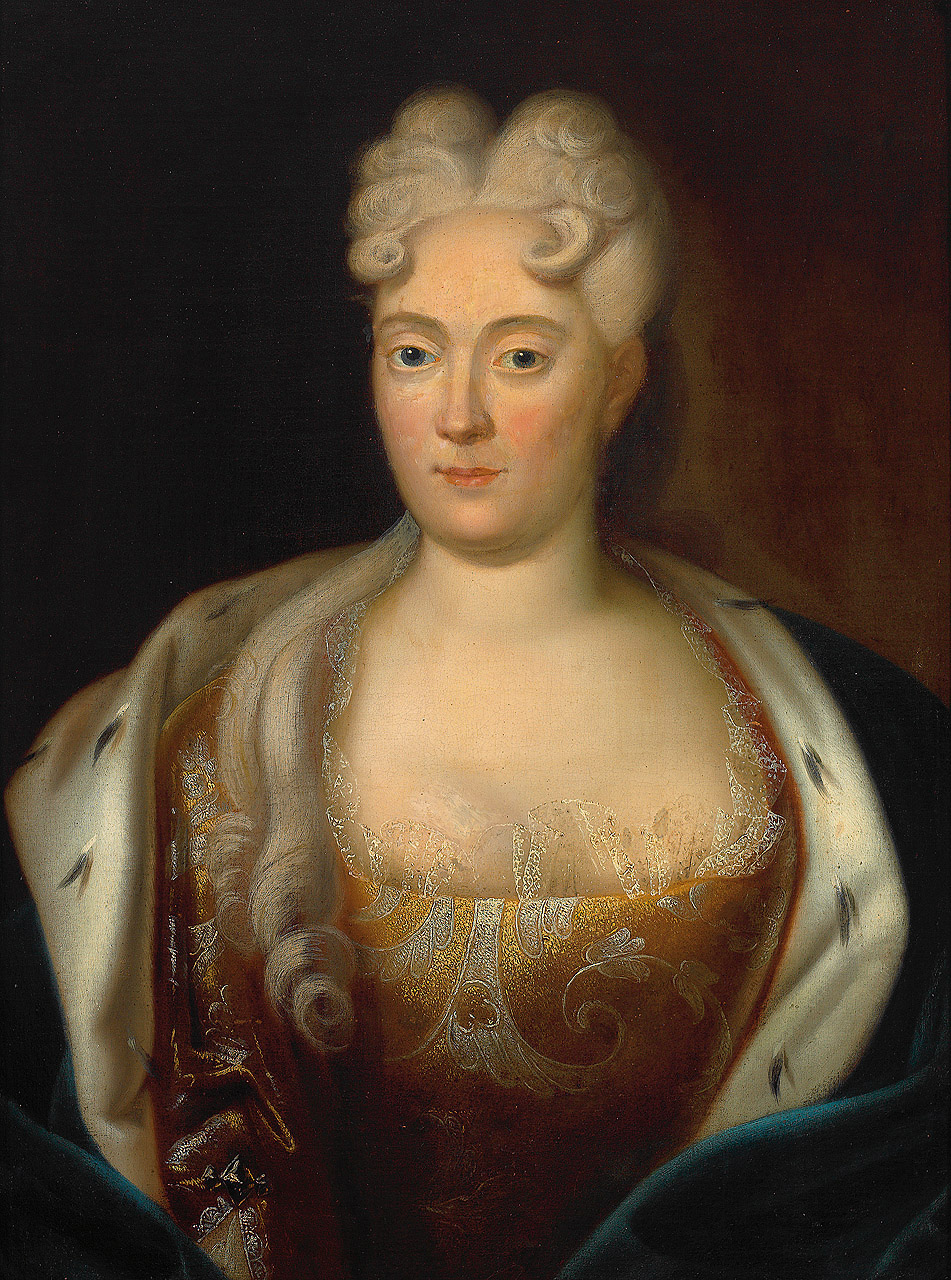
Żona Sybilla Augusta

Jego żoną była Franciszka Sybilla Augusta von Sachsen-Lauenburg. Mieli następujące dzieci:
- Leopold Wilhelm Günsburg (1694 – 1695 w Günsburg),
- Karol Józef (1697 w Augsburgu – 1703 w Schlackenwerth),
- Margrabia Ludwik Jerzy Simpert (7 czerwca 1702 w Ettlingen – 22 października 1761 w Rastatt),
- Wilhelm Jerzy Simbert (1703 w Aschaffenburg – 1709 w Baden-Baden),
- Margrabia August Jerzy Simpert (14 stycznia 1706 – 21 października 1771 w Rastatt),
- Charlotta (1696 w Günsburg – 1700),
- Wilhelmina (1700 w Schlackenwerth – 1702 w Schlackenwerth),
- Luiza (1701 w Norymberdze – 1707),
- Augusta Maria Joanna (10 listopada 1704 w Aschaffenburg – 8 sierpnia 1726 w Paryżu), żona Ludwika I, księcia Orleanu.

## Literatura
- Artykuł w Encyclopædia Americana
- Mała Encyklopedia Wojskowa, 1967, Wydanie I